# Constantin le Paige

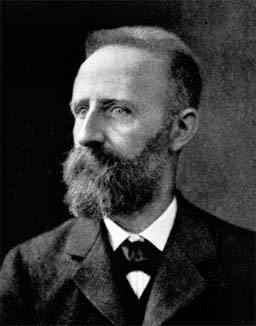
Constantin le Paige

Constantin Marie Michel Jérôme Hubert Lepaige of Le Paige (Luik, 9 maart 1852 - 26 januari 1929) was een Belgisch hoogleraar en edelman.

## Levensloop
Hij was een zoon van advocaat Constantin Lepaige en van Jeanne Richard-Jacques. Hij promoveerde tot doctor in de natuurkunde en wiskunde. Hij kreeg voor 1879-1984 de Vijfjaarlijkse prijs voor mathesis. Hij werd:
- gewoon hoogleraar aan de Université de Liège,
- inspecteur (1905-19220 en rector (1895-1898) van deze universiteit,
- directeur van het Institut Astrophysique de Cointe (1897-1922),
- lid van de Koninklijke Academie van België (1890),
- bestuurder van de Fondation Universitaire Belge,
- lid en voorzitter van de Vereniging van Luikse Bibliofielen,
- lid van de Société d'Art et d'Histoire,
- lid van de Société des Sciences de Liège,
- lid van de Société des Archéologues liégeois,
- erelid van het Wiskundig Genootschap in Amsterdam.

Le Paige deed voornamelijk onderzoek over de theorie van de binaire algebraïsche vormen, evenals over de nauw met elkaar verbonden theorieën van de homografie en de involuties.
Hij droeg ook bij tot de geschiedenis van de wiskunde.
Hij trouwde in 1875 in Herstal met Marie Ernst (1852-1944).
Ze kregen vier kinderen, met (talrijke) afstammelingen, tot heden.
In 1906 werd Le Paige opgenomen in de Belgische erfelijke adel en in 1925 kreeg hij de titel ridder, overdraagbaar bij eerstgeboorte.

## Publicaties
- Les écrits de René de Sluse (1884).
- Notes pour servir à l'histoire des mathématiques dans l'ancien Pays de Liège (1890).
- Note sur l'origine de certains signes d'opérations.
- Drie rectorale openingsreden over de geschiedenis van de astronomie.